# Tournefortia arborescens
Tournefortia arborescens är en strävbladig växtart som beskrevs av Jean-Baptiste de Lamarck. Tournefortia arborescens ingår i släktet Tournefortia och familjen strävbladiga växter. Inga underarter finns listade i Catalogue of Life.